# レ・ロマネスクTOBIの めんそ〜レレレ!
『レ・ロマネスクTOBIの めんそ〜レレレ!』（レ ロマネスクトビーの めんそ〜レレレ）は、RBCiラジオで放送されている情報バラエティ番組である。

## 概要
毎週日曜日20:00- 20:30放送。（旧放送時間は、火曜日21：30- 22：00）。開始当初は、毎週火曜日23：00 - 23：30（2017/4/4〜2020/3/24）だった。番組テーマは「旅と音楽」。2017年4月4日開始。

## 出演者
- レ・ロマネスクTOBI
- 宮城麻里子

## 番組内容

### 主なコーナー
週により以下のコーナーをランダムに放送。

### うちなーソング作レレレ!
- TOBIが沖縄の方言・文化を勉強し、那覇まつりのトリを目標にうちなーソングを作成するコーナー。これにより楽曲「いちゃんだビーチでアガッ」を完成させ、第47回那覇大綱挽まつりに出演した。[2]2021年にはうちなーソング第２弾として「なまからやんどーだからよー」を発表。

### 妄想ツーリスト
- Google ストリートビューを用いてリスナーが放送に合わせ番組公式ブログのリンクを表示し（公式Twitterにリンクを表示）、妄想の旅へ出るというもの。

### リアルツーリスト
- 新型コロナウィルス感染拡大以前は、毎年数回は出演者が街にロケに出て実際に旅ロケをおこなった。

[2017年]
- 31回　10月31日　リアルツーリストin 国際通り
- 37回　12月12日　リアルツーリストin 北谷

[2018年]
- 53回　4月3日　リアルツーリストin那覇泊港・外人墓地(前編)
- 54回　4月10日　リアルツーリストin那覇泊港・外人墓地(後編)
- 82回　10月23日　リアルツーリストin壷屋やちむん通り1　陶芸体験
- 90回　12月18日　リアルツーリストin壷屋やちむん通り2　絵付け

[2019年]
- 113回　5月28日　リアルツーリストin首里　瑞泉酒造　工場見学
- 114回　6月4日　リアルツーリストin首里　金細工またよし
- 140回　12月3日　リアルツーリストinステージアラウンド東京(前編)
- 141回　12月10日　リアルツーリストinステージアラウンド東京(後編)

[2020年]
- 145回　1月7日　リアルツーリストin岩下の新生姜ミュージアム

### 語レレレ!ミュージック
- TOBIやゲストが、好きなミュージシャンや作詞家・作曲家を熱く語るコーナー。
過去にTOBIが取り上げたアーティストは、デヴィッド・ボウイ（2018年3月20日）、南沙織（2019年4月2日）、松本隆（2019年8月20日）、沢田研二などのほか、なかにし礼（作詞）x 中村泰士（作曲）コンビの楽曲や、阿久悠（作詞）x 筒美京平（作曲）コンビであまりヒットしなかった楽曲、などマニアックな曲も取り上げる。

### 絶対に伝わるフランス語講座
- 邪道（ジャドー）がフランス語で「J'adore（大好き）」の意味になるなど、日本人にも覚えやすい単語を紹介

### まりこの黄金（くがに）くとぅば
- 宮城麻里子が沖縄に古くから伝わることわざや表現を紹介

### ひどい目目目。
- 書籍『レ・ロマネスクTOBIのひどい目（青幻舎）』発行に伴い、リスナーが経験した「ひどい目」を募集し紹介する。

## これまでのゲスト
[2017年]
- 1回 4月4日　久茂地ねえさん メッセージ
- 3回 4月18日 魅川憲一郎
- 5回 5月2日　宮城姉妹の姉Kayoko
- 7回 5月16日　ゴリラコーポレーション ゆうすけ
- 10回 6月6日　沖縄広島県人会
- 11回 6月13日　沖縄広島県人会
- 13回 6月27日  久茂地ねえさん
- 19回 8月8日　ゴリラコーポレーション
- 20回 8月15日　知念だしんいちろう（大兼のぞみ）
- 21回 8月22日　與古田忠（南国サロン）
- 24回 9月12日　DIAMANTES
- 25回 9月19日　DIAMANTES
- 32回 11月7日　護得久栄昇
- 34回 11月21日 富川春美（元おニャン子クラブ）
- 36回 12月5日　大城泉

[2018年]
- 40回          1月2日　きいやま商店
- 41回        1月9日　ポニーテールリボンズ
- 45回        2月6日　箕田和男
- 46回        2月13日　沖縄広島県人会
- 47回        2月20日　沖縄広島県人会
- 48回        2月27日　MIYA（レ・ロマネスク）
- 49回        3月6日　粒マスタード安次嶺
- 50回        3月13日 粒マスタード安次嶺
- 53回        4月3日　賀数仁然
- 54回        4月10日 賀数仁然
- 55回        4月17日　アザラシ
- 56回        4月24日　アザラシ
- 62回        6月5日　賀数仁然
- 63回        6月12日　賀数仁然
- 66回        7月3日　モバイルプリンス
- 67回        7月10日　モバイルプリンス
- 70回        7月31日　土方浄（アナウンサー）
- 71回        8月7日　吉田康秀（パイカジ）
- 72回        8月14日　嘉数義成（LEQUIO）
- 73回        8月21日　北山亭メンソーレ
- 74回        8月28日 伊波大志（闘牛実況アナウンサー）
- 75回        9月4日　グルクンマスク（琉球ドラゴンプロレス）
- 76回        9月11日　荒井達也（ピンクドット沖縄）
- 80回        10月9日　くだかまり
- 81回        10月16日　善國乗栄（首里観音堂）とコナン（犬）
- 85回        11月13日　れい（バルーンアーティスト）
- 86回        11月20日　平良竜次（シネマラボ突貫小僧）
- 87回        11月27日　ナピロ（振付師)
- 88回        12月4日　福永周平（CMディレクター）

[2019年]
- 92回        1月1日　岩下和了社長（電話）
- 93回        1月8日　いさお名ゴ支部（やぎのシルー）
- 94回        1月15日　狩俣倫太郎（アナウンサー）
- 95回        1月22日　エイケル・ジャクソン
- 100回       2月26日　福田八直幸（三線奏者）
- 101回        3月5日　むぎ (猫)
- 102回      3月12日　むぎ (猫)
- 106回      4月9日　ありんくりん
- 107回      4月16日　ありんくりん
- 110回      5月7日　宮川雅彦（俳優・セラピスト）
- 111回      5月14日　宮川雅彦（俳優・セラピスト）
- 116回      6月18日　宮城姉妹の姉Kayoko
- 120回      7月16日　MIYA（レ・ロマネスク）
- 121回      7月23日　MIYA（レ・ロマネスク）
- 123回      8月6日　星野概念
- 124回      8月13日　星野概念
- 126回      8月27日　デビッド･シェーン
- 127回      9月3日　デビッド･シェーン
- 131回      10月1日　トッキー（ボーカリスト）
- 132回      10月8日　トッキー
- 136回      11月5日　宮城姉妹の姉Kayoko＆妹Yayo
- 137回      11月12日　宮城姉妹の姉Kayoko＆妹Yayo
- 140回      12月3日　三森すずこ、北乃きい、上山竜治、水田航生
- 141回      12月10日　宮野真守、小林隆、堀部圭亮、吉田ウーロン太
- 142回      12月17日　wacci　橋口洋平(vo.)＆横山祐介(dr.)
- 143回      12月24日　wacci　橋口洋平(vo.)＆横山祐介(dr.)

[2020年]
- 145回    1月7日　岩下和了社長（ミュージアムにて）
- 146回      1月14日　奥野武範（編集者・ギタリスト）
- 147回      1月21日　花岡蓮華
- 148回      1月28日　佐久本学社長（瑞泉酒造）
- 152回      2月25日　仲宗根創
- 153回      3月3日　仲宗根創
- 158回      4月7日　飛鳥とも美
- 159回      4月14日　飛鳥とも美
- 164回      5月19日　神谷圭介（テニスコート）
- 167回      6月9日　浜崎香帆（東京パフォーマンスドール）
- 170回      6月30日　ジョニー大蔵大臣（水中、それは苦しい）
- 171回      7月7日　ジョニー大蔵大臣（水中、それは苦しい）
- 173回      7月21日　メイリー・ムー（星屑スキャット）
- 174回      7月28日　メイリー・ムー（星屑スキャット）
- 177回      8月18日　加藤諒
- 178回      8月25日　加藤諒
- 180回      9月8日　玉川太福（浪曲師）
- 181回      9月15日　玉川太福（浪曲師）
- 182回      9月22日　金井成大（ソンデ / 俳優）
- 183回      9月29日　MIYA（レ・ロマネスク）
- 184回      10月6日　小山田壮平
- 185回      10月13日 小山田壮平
- 187回      10月27日　街角マチコ（ザ・ぷー）
- 188回      11月3日　街角マチコ（ザ・ぷー）
- 192回      12月1日　岩下和了社長（電話）

[2021年]
- 200回       1月26日　花岡蓮華
- 203回      2月16日　柴﨑貴行（仮面ライダーセイバー監督）
- 204回      2月23日　柴﨑貴行（仮面ライダーセイバー監督）
- 205回      3月2日　加藤基（小説『七面鳥』編集者）
- 206回      3月9日　加藤基（小説『七面鳥』編集者）
- 207回      3月16日　宮島真一（シアタードーナツ）
- 208回      3月23日　宮島真一（シアタードーナツ）
- 210回      4月11日　岩下和了社長（電話）
- 211回      4月18日　吉田康秀（パイカジ）
- 216回      5月23日　ゴリ（ガレッジセール）
- 217回      5月30日　ゴリ（ガレッジセール）
- 219回      6月13日　乙幡啓子（妄想工作家）
- 220回      6月20日　乙幡啓子（妄想工作家）
- 222回      7月4日　岡宏明（俳優）
- 223回      7月11日　生島勇輝（俳優）
- 225回      7月25日　前野朋哉（俳優）
- 226回      8月1日　前野朋哉（俳優）
- 227回      8月8日　市川知宏（俳優）
- 228回      8月15日　市川知宏（俳優）
- 230回      8月29日　長井短（女優・モデル）
- 231回      9月5日　長井短（女優・モデル）
- 232回      9月12日　吉倉あおい（女優）
- 233回      9月19日　吉本ばなな（作家）
- 234回      9月26日　吉本ばなな（作家）
- 236回      10月10日　谷口賢志（俳優）
- 237回      10月17日　谷口賢志（俳優）
- 239回      10月31日　永田崇人（俳優）
- 240回      11月7日　大澤敦史（打首獄門同好会）
- 241回      11月14日　大澤敦史（打首獄門同好会）
- 242回      11月21日　芹澤興人（俳優）
- 243回      11月28日　芹澤興人（俳優）

[2022年]
- 248回       1月2日　むぎ (猫)
- 249回      1月9日　むぎ (猫)
- 253回      2月6日　松居大悟（映画監督）
- 254回      2月13日　松居大悟（映画監督）
- 258回      3月13日　屋嘉比りさ（ボーシクマー）
- 259回      3月20日　じゃんぽ～る西
- 260回      3月27日　じゃんぽ～る西
- 262回      4月10日　小野あつこ
- 263回      4月17日　小野あつこ
- 265回      5月1日　知念里奈
- 266回      5月8日　知念里奈
- 268回      5月22日　アルベルト城間
- 269回      5月29日　アルベルト城間
- 270回      6月5日　上原圭泰（プロパン７）
- 272回      6月19日　優河（シンガーソングライター）
- 273回      6月26日　優河（シンガーソングライター）
- 277回      7月24日　渡邊恭一（サックス奏者）
- 278回      7月31日　ジョニー大蔵大臣（水中、それは苦しい）
- 279回      8月7日　ジョニー大蔵大臣（水中、それは苦しい）
- 280回      8月14日　吉田仁美（声優・歌手・女優）
- 281回      8月21日　冨田泰代（声優）

## 過去の出演者
- ノルウェースウェーデン店長（音楽コーナー担当 2017年4月〜9月）